# Soli Deo gloria

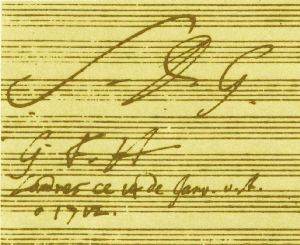
"S.D.G." G. F. Händel aláírása elején

A soli Deo gloria latin kifejezés, jelentése: „egyedül Istené a dicsőség”. Egyike az öt solának, melyek a reformátorok hittételének összegzésére szolgáltak a reformáció alatt. Gánóczy Sándor szerint Kálvin számára ezek közül a soli Deo gloria elv a legelső és a leglényegesebb.
A kifejezés azt fejezi ki, hogy minden dicsőség egyedül Istennek jár, az emberek (pápa, szentek, Mária stb.) dicsőítésének kizárásával. Ezzel a reformáció elvetette a Mária-tiszteletet, a szentek és ereklyéik tiszteletét is.
A barokk komponista, Johann Sebastian Bach hozzáfűzte az „S.D.G.” kezdőbetűket kézjegyéhez összes kantátája zenei kézirataihoz, és sok egyéb munkájához is. A dedikációt kortársa, Georg Friedrich Händel is használta.
A kifejezést máig gyakorta és széles körben használják a protestánsok, főként a reformátusok, presbiteriánusok és lutheránusok, de a reformációtól távolságtartó anglikán közösség is.